# ماده خاکستری (بریکینگ بد)
«ماده خاکستری» (به انگلیسی: Gray Matter) پنجمین قسمت از فصل اول مجموعه تلویزیونی آمریکایی بریکینگ بد است. این قسمت به نویسندگی پتی لین و کارگردانی تریشا براک در ۲۴ فوریه ۲۰۰۸ از شبکه ای‌ام‌سی در ایالات متحده و کانادا پخش شد.

## داستان
والتر و اسکایلر وایت در یک جشن تولد برای آشنای ثروتمند خود، الیوت شوارتز شرکت می‌کنند. سال‌ها قبل، والت و دوست‌دخترش، گرچن، شرکتی به نام فناوری‌های ماده خاکستری با الیوت تشکیل داده بودند - نام شرکتی که از ترکیب رنگ‌های نام خانوادگی آنها، «وایت» (در انگلیسی به معنای «سفید») و «شوارتز» (در آلمانی به معنای «سیاه») گرفته شده‌است. والت پس از جدایی از گرچن تصمیم گرفت سهم خود را به مبلغ ۵۰۰۰ دلار بفروشد. پس از آن، شرکت بسیار موفق شد و الیوت با گرچن ازدواج کرد. والت در جشن تولد به دلیل این گذشته آشفته در تنش است. وقتی الیوت به او پیشنهاد کار می‌دهد و به او می‌گوید ماده خاکستری بیمه درمانی عالی دارد، والت متوجه می‌شود که اسکایلر در مورد سرطانش به الیوت گفته و از دست او ناراحت می‌شود.
پس از یک مصاحبه شغلی ناموفق، جسی پینکمن به دوست خود بجر نشان می‌دهد که والت و جسی از کاروان به عنوان آزمایشگاه مت‌آمفتامین استفاده می‌کنند. در بیابان، جسی از این که کیفیت روشش از والت پایین‌تر است، ناامید است و محصول خود را دور می‌اندازد که باعث ناراحتی بجر شد. جسی چند دفعه دیگر می‌پزد که آنها را هم دور می‌اندازد. بجر و جسی بر سر ماده بیهوده دعوا می‌کنند و جسی او را از کاروان بیرون می‌کند و با ماشین از آنجا می‌رود.
در آخر هفته، والت جونیور و دو دوست بیرون یک خواربارفروشی منتظر هستند تا کسی برای آنها آبجو بخرد. وقتی والت جونیور به یک پلیس خارج از وظیفه نزدیک می‌شود، دوستانش فرار می‌کنند. پلیس به او می‌گوید که «اولین و آخرین اخطار» خود را دریافت کرده‌است. اسکایلر مداخله‌ای برای والت انجام می‌دهد، جایی که او می‌گوید نمی‌داند چرا والت از درمان امتناع می‌کند. هنک شریدر، والت جونیور و ماری شریدر بر سر اینکه چه کاری انجام دهند با هم بحث می‌کنند: در حالی که اسکایلر و والت جونیور از او می‌خواهند که این درمان را انجام دهد، ماری و بعداً هنک احساس می‌کنند که باید به والت این انتخاب داده شود که اگر می‌خواهد درمان را رد کند. والت مداخله را به پایان می‌رساند و می‌گوید که درمان را انجام نخواهد داد.
صبح روز بعد، والت نظرش تغییر کرد و به اسکایلر می‌گوید که درمان را انجام می‌دهد و او چک الیوت را قبول می‌کند. بعداً گرچن تماس می‌گیرد و به او می‌گوید که باید پول را بپذیرد. والت می‌گوید که از این پیشنهاد قدردانی می‌کند، اما دروغ می‌گوید و می‌گوید اکنون بیمه‌اش آن را پوشش می‌دهد. والت سپس به خانه جسی می‌رود و از او می‌پرسد که آیا می‌خواهد آشپزی کند یا خیر.

## تولید
این قسمت توسط پتی لین نوشته شده و توسط تریشا براک کارگردانی شده‌است؛ این قسمت در ۲۴ فوریه ۲۰۰۸ از شبکه ای‌ام‌سی در ایالات متحده و کانادا پخش شد.

## برخورد انتقادی
این قسمت با استقبال خوبی روبرو شد. ست آمیتین از آی‌جی‌ان به این قسمت امتیاز ۸٫۹ از ۱۰ داد. دونا بومن از ای. وی. کلاب به این قسمت «A-» داد.
در سال ۲۰۱۹، رینگر «ماده خاکستری» را در رتبه ۳۴ بهترین قسمت از مجموع ۶۲ قسمت بریکینگ بد رتبه‌بندی کرد.